# San Bartolomé Chimalhuacán
San Bartolomé Chimalhuacán är en ort i Mexiko.   Den ligger i kommunen San Diego la Mesa Tochimiltzingo och delstaten Puebla, i den sydöstra delen av landet, 110 km sydost om huvudstaden Mexico City. San Bartolomé Chimalhuacán ligger 1 976 meter över havet och antalet invånare är 234.
Terrängen runt San Bartolomé Chimalhuacán är kuperad, och sluttar söderut. Runt San Bartolomé Chimalhuacán är det ganska glesbefolkat, med 24 invånare per kvadratkilometer. Närmaste större samhälle är San Andrés Azumiatla, 8,7 km norr om San Bartolomé Chimalhuacán. I omgivningarna runt San Bartolomé Chimalhuacán växer huvudsakligen savannskog.